# Salas Bajas
Salas Bajas ist eine nordspanische Gemeinde (municipio) mit 180 Einwohnern (Stand: 2024) im Westen der Provinz Huesca in der Autonomen Region Aragonien.

## Lage und Klima
Salas Bajas liegt etwas südlich der Sierra de la Carrodilla etwa 35 Kilometer (Fahrtstrecke) ostsüdöstlich der Provinzhauptstadt Huesca in einer durchschnittlichen Höhe von etwa 460 m. Durch die Gemeinde führt der Canal de Cinca. Das Klima ist warm und gemäßigt (die Winter sind relativ kalt, die Sommer heiß); Regen (ca. 570 mm/Jahr) fällt übers Jahr verteilt.

## Wirtschaft
Vorherrschend sind Ackerbau (mit künstlicher Bewässerung) und Viehzucht.

## Sehenswürdigkeiten
- Kirche St. Vincent Mártír
- Einsiedelei von Llano

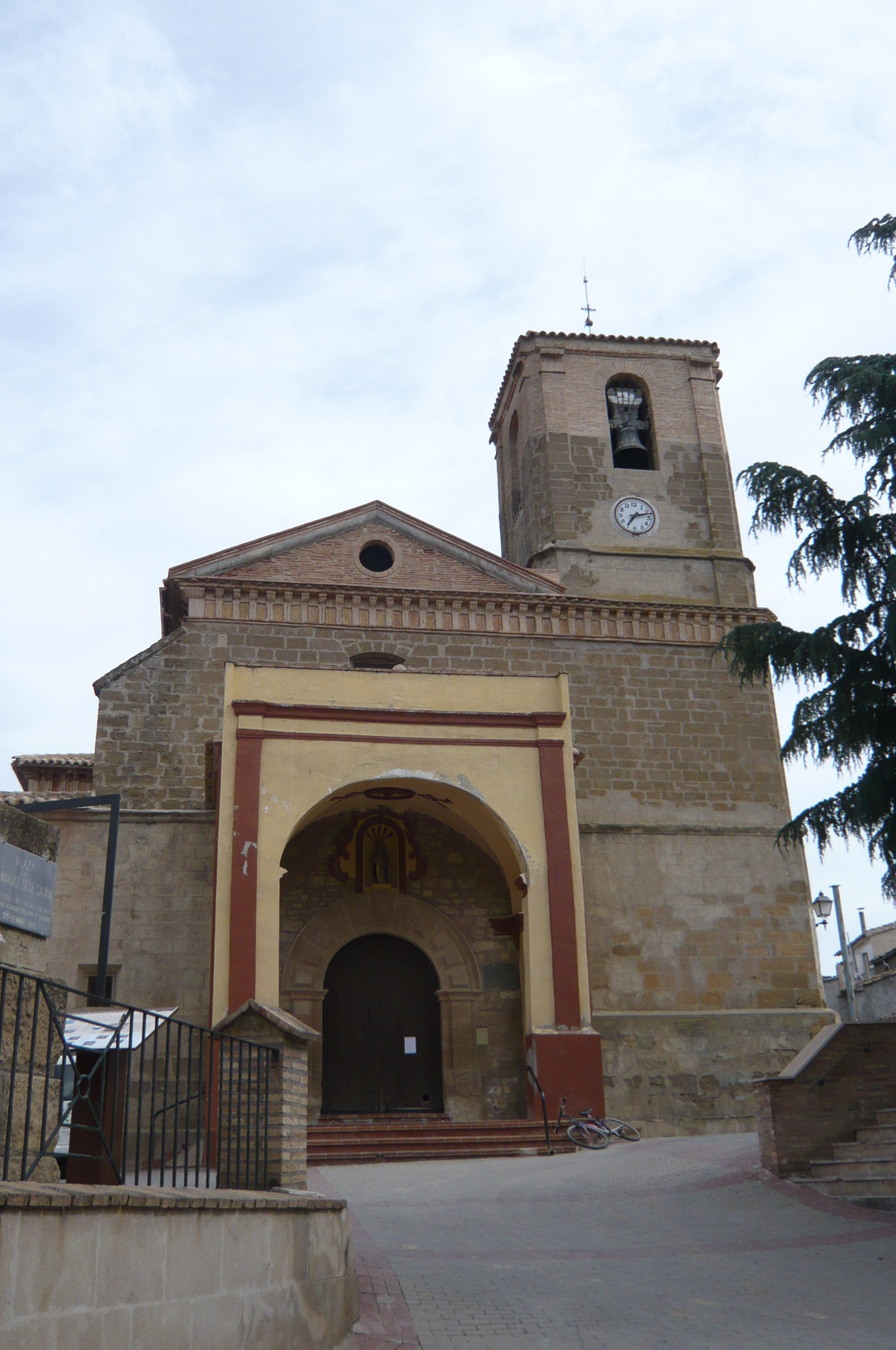
Kirche San Vincente Mártir